# Afsluitweerstand

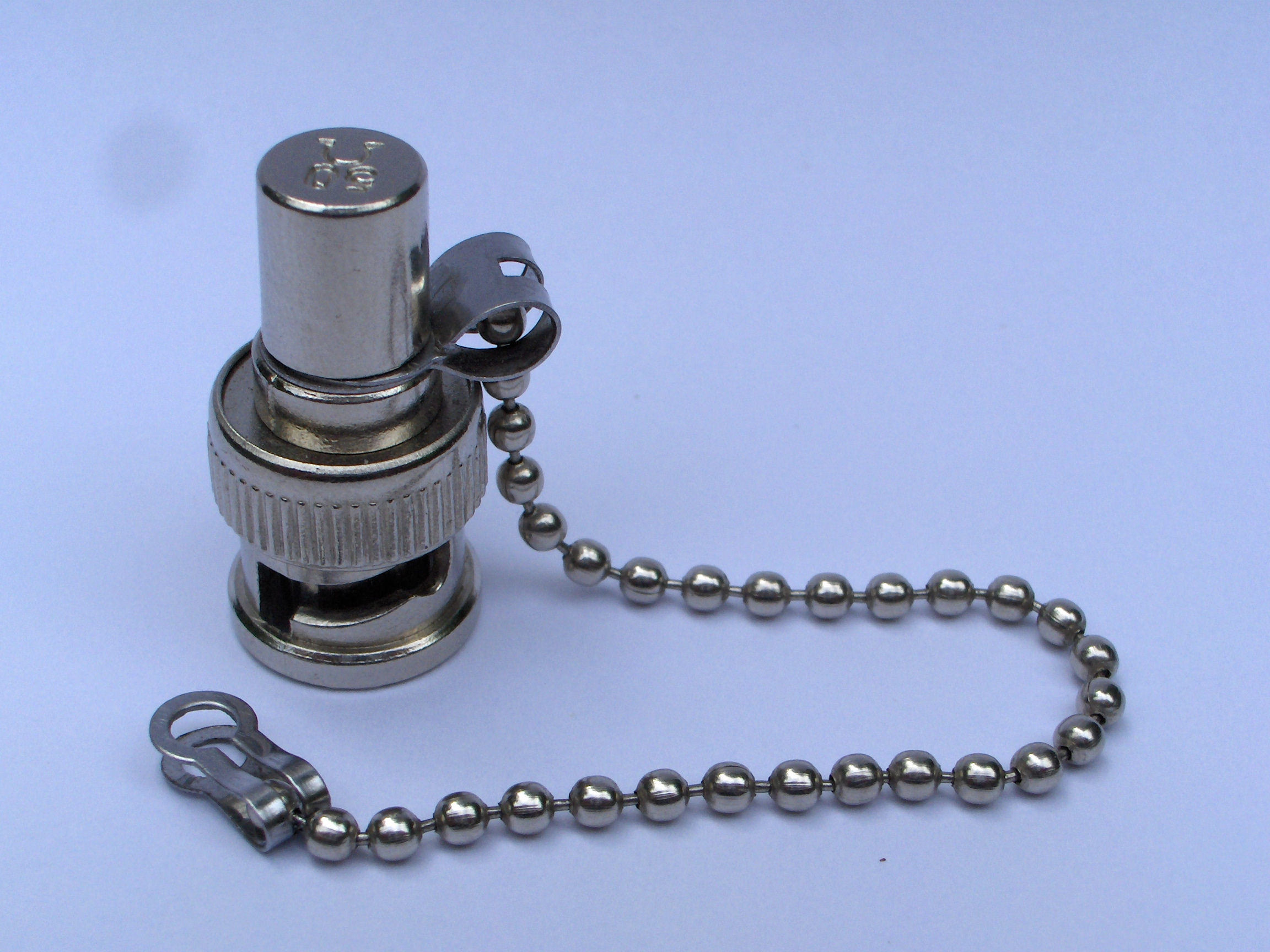
1. 50 ohm 10BASE2 afsluitweerstand

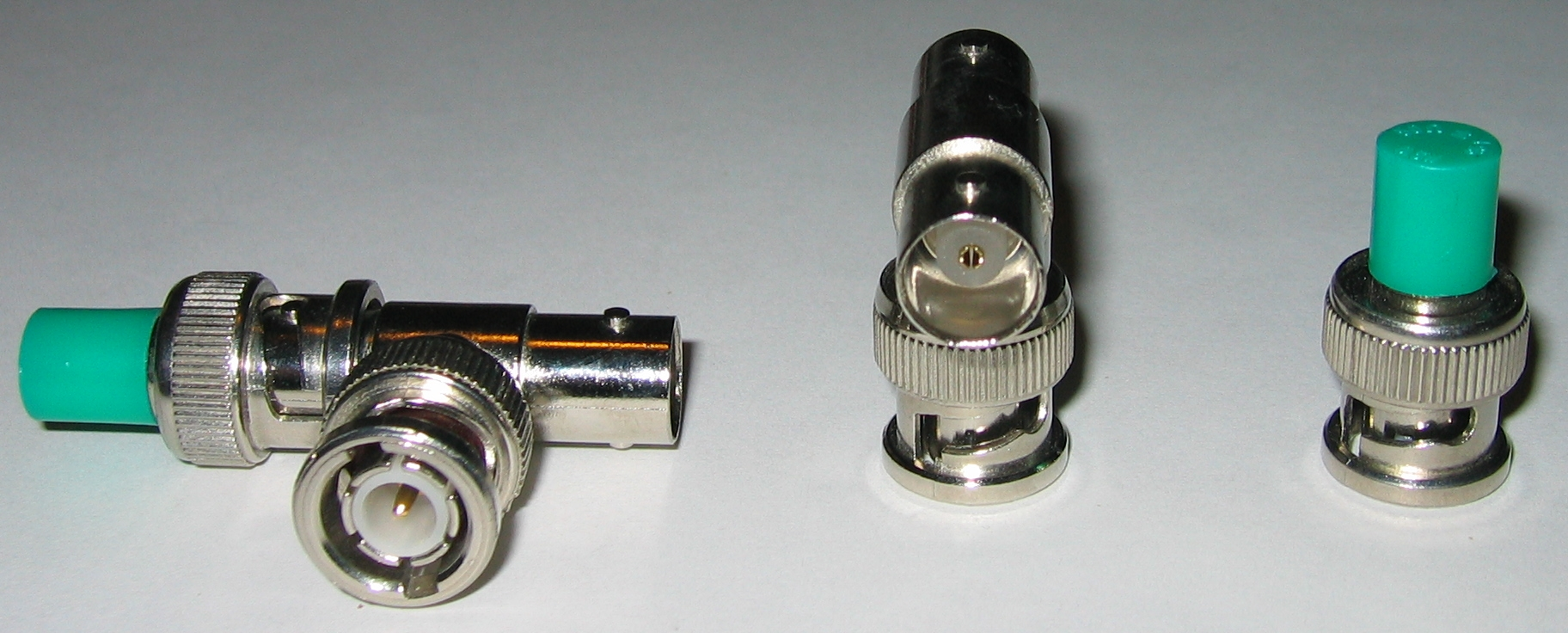
2. BNC Afsluitweerstanden (groen) en T-stukken

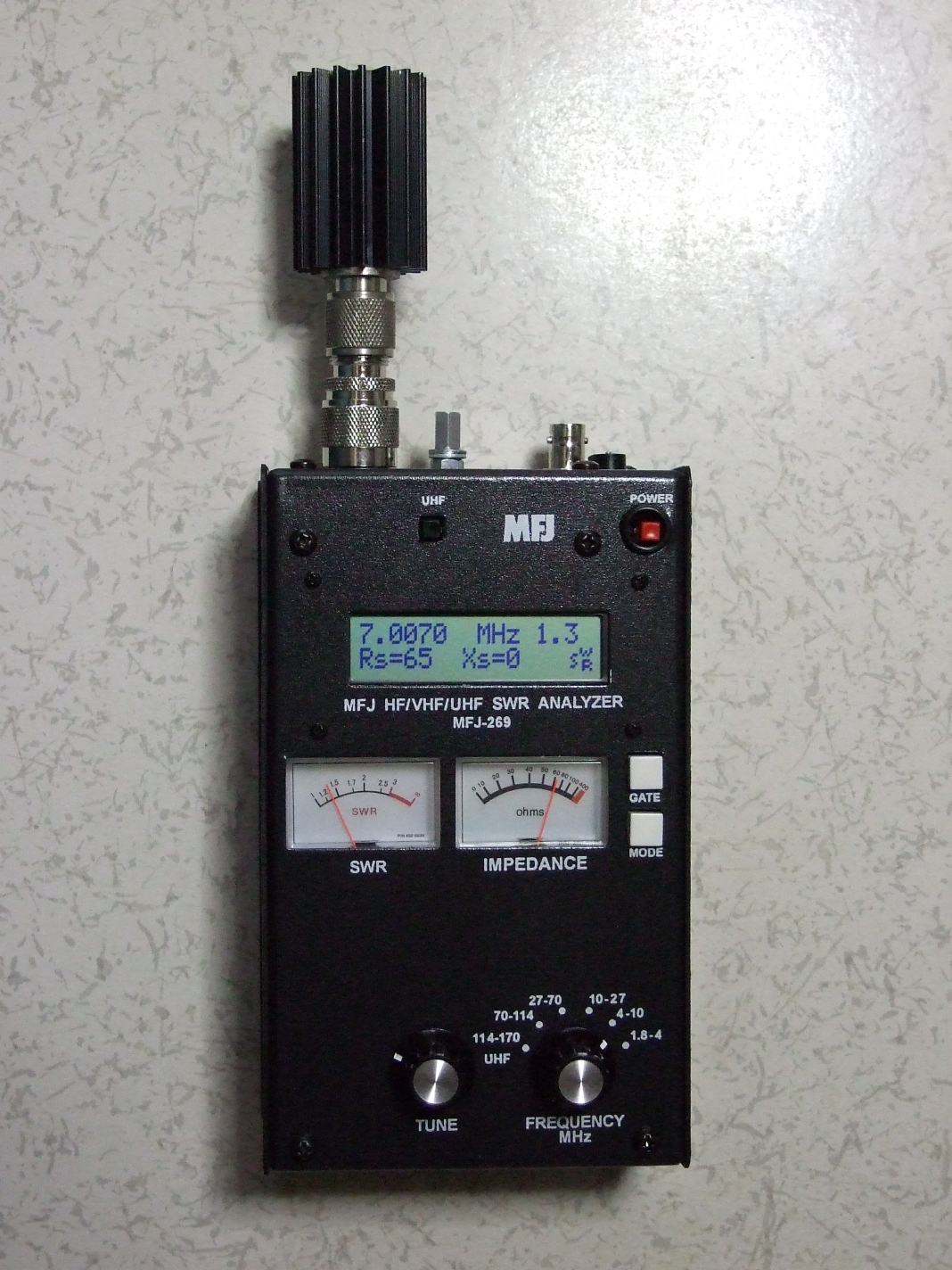
3. SWR-analyzer en Dummyload

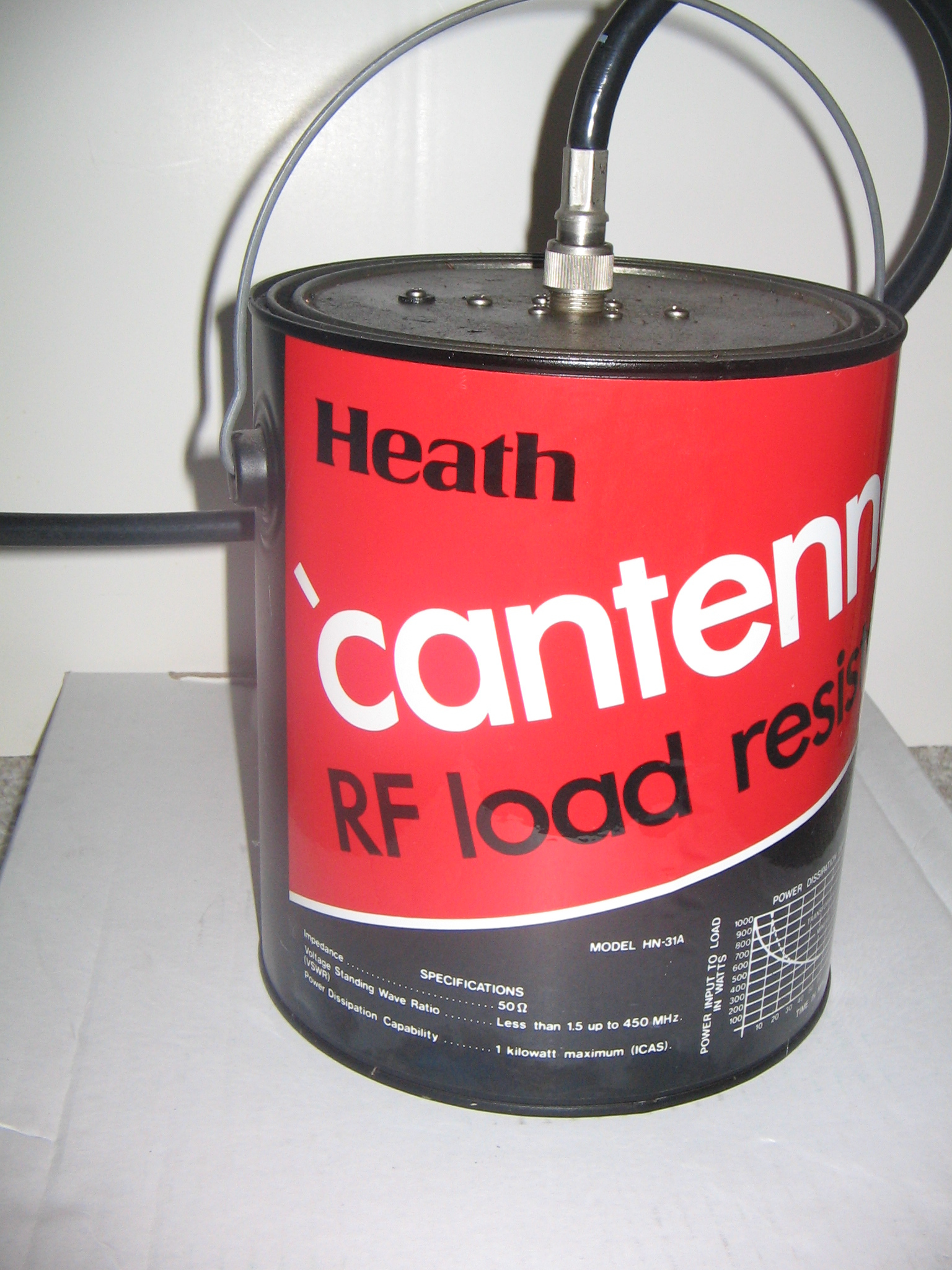
4. Oliegekoelde dummyload

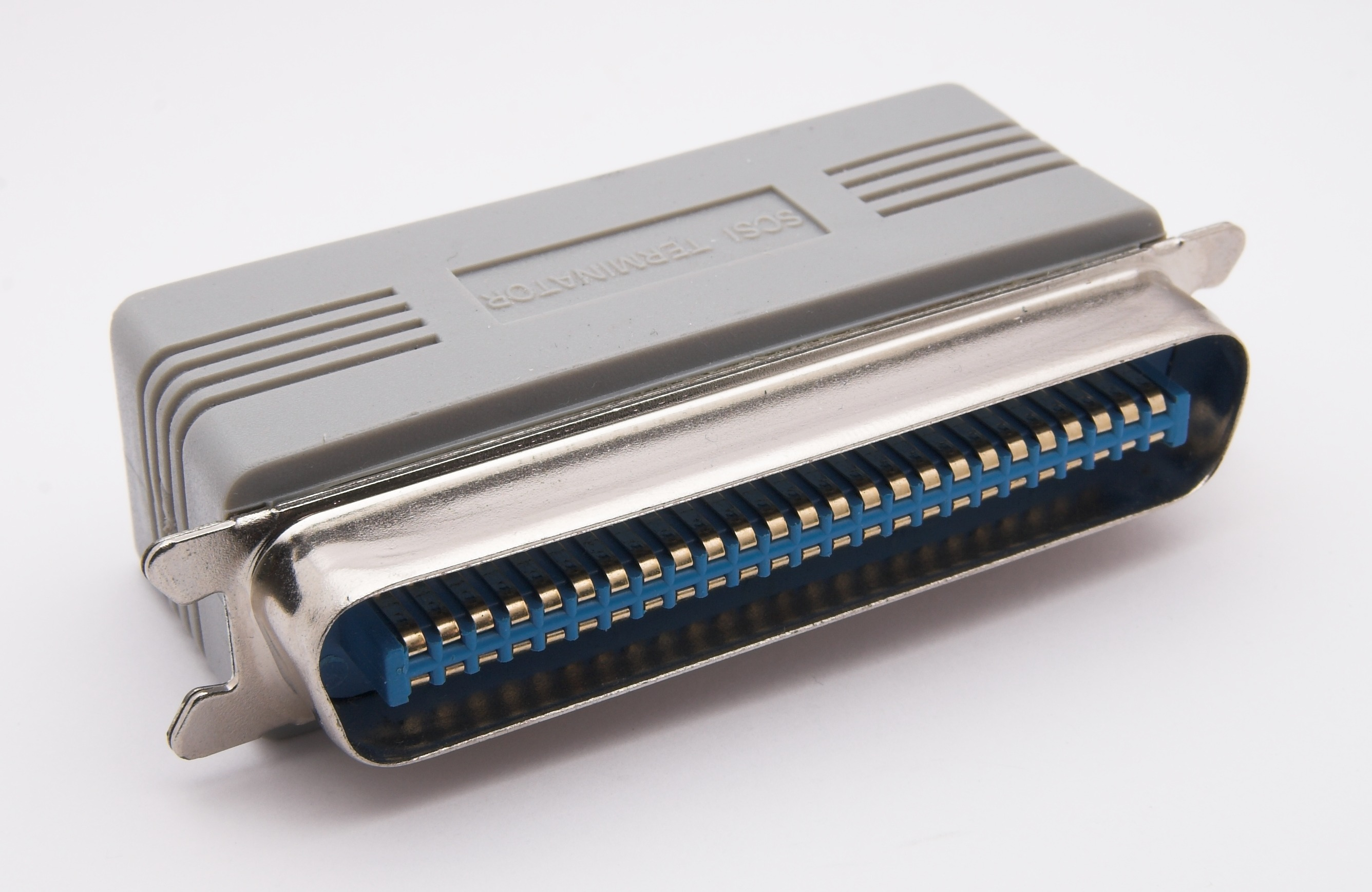
5. SCSI terminator

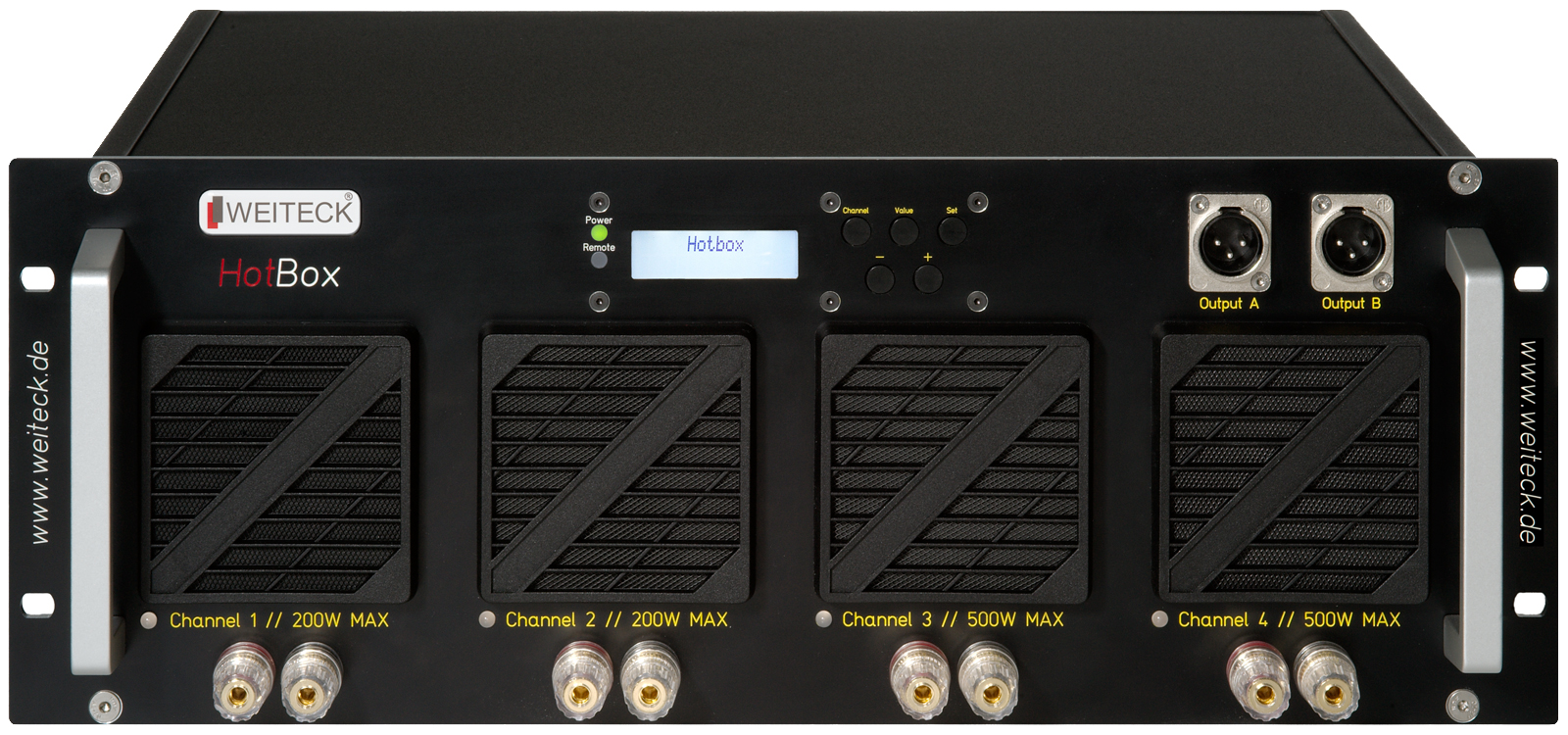
6. Programmeerbaar HotBox Dummy Load

Een afsluitweerstand, vaak aangeduid met het Engelse terminator, is een weerstand die wordt gebruikt om een transmissielijn met de karakteristieke impedantie af te sluiten. Met deze afsluiting wordt getracht de reflecties van het signaal te minimaliseren.

## Werking
Wanneer een golf aan het einde van een kabel aankomt zal deze, wanneer de kabel opengelaten of kortgesloten is, geheel gereflecteerd worden. Hierdoor ontstaat op de kabel een mengsel van heen- en teruggaande golven, de zogenaamde staande golven. Het signaal wordt hierdoor vervormd, en er gaat signaalvermogen verloren. Dit geldt des te meer aangezien – in de meeste gevallen – het optreden van staande golven gepaard gaat met hogere spanningen dan normaal, en het vermogen evenredig met het kwadraat van de spanning schaalt.
Doordat een oneindig lange kabel een impedantie presenteert van Z0 (wat een intrinsieke eigenschap van de kabel is) kan een kabel 'goed' worden afgesloten door haar te laten eindigen in een afsluitweerstand waar voor de weerstandswaarde geldt: 
RT = re( Z0 )
De golf 'denkt' dan aan het einde van de kabel een oneindige voortzetting hiervan te zien, maar wordt – in theorie – volledig gedissipeerd in de weerstand. In de praktijk kan iedere verstoring van de geometrie van een geleider golven reflecteren wanneer de grootteorden van de verstoringsafmetingen en de golflengte overeenkomen. Een perfecte afsluiting bereiken is dus meestal een kwestie van meetnauwkeurigheid. 

### Niet-ohmse afsluitweerstand
Indien een afsluitweerstand een gecontroleerde impedantie (en dus ook een imaginair deel) heeft zal in het beste geval de afsluitimpedantie de complex geconjugeerde zijn van de effectieve impedantie aan het uiteinde van de af te sluiten kabel. In dat geval zullen de imaginaire delen van de kabelimpedantie en de impedantie van de afsluiting tegen elkaar wegvallen, en een zuiver ohmse belasting blijft over.

## Uitvoeringen

### Coaxiaal
De bekendste uitvoering is de coaxiale 50Ω BNC terminator (zie afbeelding 1 en 2), zoals die in 10BASE2-bekabeling wordt toegepast.

### Golfpijp
Ook in een golfpijp kunnen reflecties aan een open of gesloten einde worden afgevangen met een afsluitweerstand. Deze bestaat veelal uit een geometrisch lichaam in het einde van de buis, dat is opgebouwd uit een bulk-weerstandmateriaal als grafiet.

### Dummyload
Een andere vorm van afsluitweerstand is de zogenaamde dummyload, een weerstand die het vermogen van een zender kan opnemen, en daarmee voor testdoeleinden een antenne vervangt. Dit omdat zenders soms niet met de (extra) amplitude van de bij reflectie ontstane staande golven overweg kunnen, en omdat het niet is toegestaan om voor testdoeleinden onnodig frequentieruimtegebruik te plegen.

### Busterminator
Soms bestaat een terminator uit meer componenten. Zo kan een terminator ook bestaan uit een weerstandarray, meerdere weerstanden in één behuizing, zoals bij (lange) parallelle bussen waarvan de SCSI-bus een voorbeeld is. In afbeelding 5 is een dergelijke terminator te zien.

### Complexere afsluiting
Ook kan een kabel worden afgesloten met een meer gecompliceerde schakeling zoals een spanningsdeler, zodat de lijn op een gelijkspanningsniveau tussen de voedingsspanningen in komt te liggen, of nog complexere schakelingen om andere (transiënte) effecten te voorkomen of juist bewerkstelligen.